# Ủy ban Quốc tế về Đo lường và Đơn vị Bức xạ
Ủy ban Quốc tế về Đo lường và Đơn vị Bức xạ, viết tắt là ICRU (International Commission on Radiation Units and Measurements) là một tổ chức phi chính phủ, phi lợi nhuận quốc tế hoạt động trong lĩnh vực phát triển các khái niệm, định nghĩa và khuyến nghị về đo lường bức xạ và đơn vị đo sử dụng .
Ủy ban Quốc tế về Đo lường và Đơn vị Bức xạ được thành lập năm 1925, do Đại hội Quốc tế về bức xạ lập. Lúc đầu nó có tên là "Ủy ban Đơn vị tia X" (X-Ray Unit Committee) cho đến năm 1950.
Mục tiêu của ICRU là để phát triển các khái niệm, định nghĩa và khuyến nghị cho các sử dụng định lượng và đơn vị đo cho bức xạ ion hóa và tương tác của nó với vật chất, đặc biệt đối với các tác động sinh học gây ra bởi bức xạ.
ICRU là một tổ chức chị em với Ủy ban Quốc tế về Bảo vệ Phóng xạ (ICRP). Nói chung ICRU định nghĩa các đơn vị, và ICRP khuyến cáo các biện pháp cần được sử dụng để đảm bảo an toàn bức xạ.

## Các lượng bức xạ
Ủy ban có chức năng xác định và giới thiệu về các đơn vị đo lường nên áp dụng. Số lượng các đơn vị khác nhau cho số lượng khác nhau là dấu hiệu của sự thay đổi về tư duy trong đo lường trên thế giới, đặc biệt là chuyển đổi từ sử dụng hệ CGS cho sang hệ đơn vị SI.
Bảng sau đây cho đại lượng bức xạ trong hệ đơn vị SI và phi SI.
| Đại lượng           | Tên                    | Ký hiệu | Đơn vị                  | Năm  | Hệ đơn vị |
| ------------------- | ---------------------- | ------- | ----------------------- | ---- | --------- |
| Exposure (X)        | röntgen                | R       | esu / 0.001293 g of air | 1928 | non-SI    |
| Absorbed dose (D)   |                        |         | erg•g−1                 | 1950 | non-SI    |
| Absorbed dose (D)   | rad                    | rad     | 100 erg•g−1             | 1953 | non-SI    |
| Absorbed dose (D)   | gray                   | Gy      | J•kg−1                  | 1974 | SI        |
| Activity (A)        | curie                  | Ci      | 3.7 × 1010 s−1          | 1953 | non-SI    |
| Activity (A)        | becquerel              | Bq      | s−1                     | 1974 | SI        |
| Dose equivalent (H) | röntgen equivalent man | rem     | 100 erg•g−1             | 1971 | non-SI    |
| Dose equivalent (H) | sievert                | Sv      | J•kg−1                  | 1977 | SI        |
| Fluence (Φ)         | (reciprocal area)      |         | cm−2 or m−2             | 1962 | SI (m−2)  |